# Palazzo Gargiolli
Palazzo Gargiolli è un edificio di Firenze, situato in piazza Santa Croce 14, angolo via de' Pepi 14, con affaccio sul largo Bargellini.

## Storia e descrizione
L'edificio si presenta nelle belle forme assunte nel corso di un rifacimento ottocentesco ("agiato palazzo" lo definisce lo stradario di Bargellini e Guarnieri). Sviluppato su tre piani per sette assi mostra un portone protetto da un balcone retto da vistose mensole a volute e foglie d'acanto, di buona qualità esecutiva, attualmente tinteggiate e presumibilmente in pietra artificiale.